# E편한세상 광양
e-편한세상 광양(영어: e-Convenient Gwangyang)은 대한민국 전라남도 광양시 중마동에 완공된 총 2개동의 아파트 단지이다. 용도는 아파트이다. 대림산업이 개발하였다.

## 갤러리

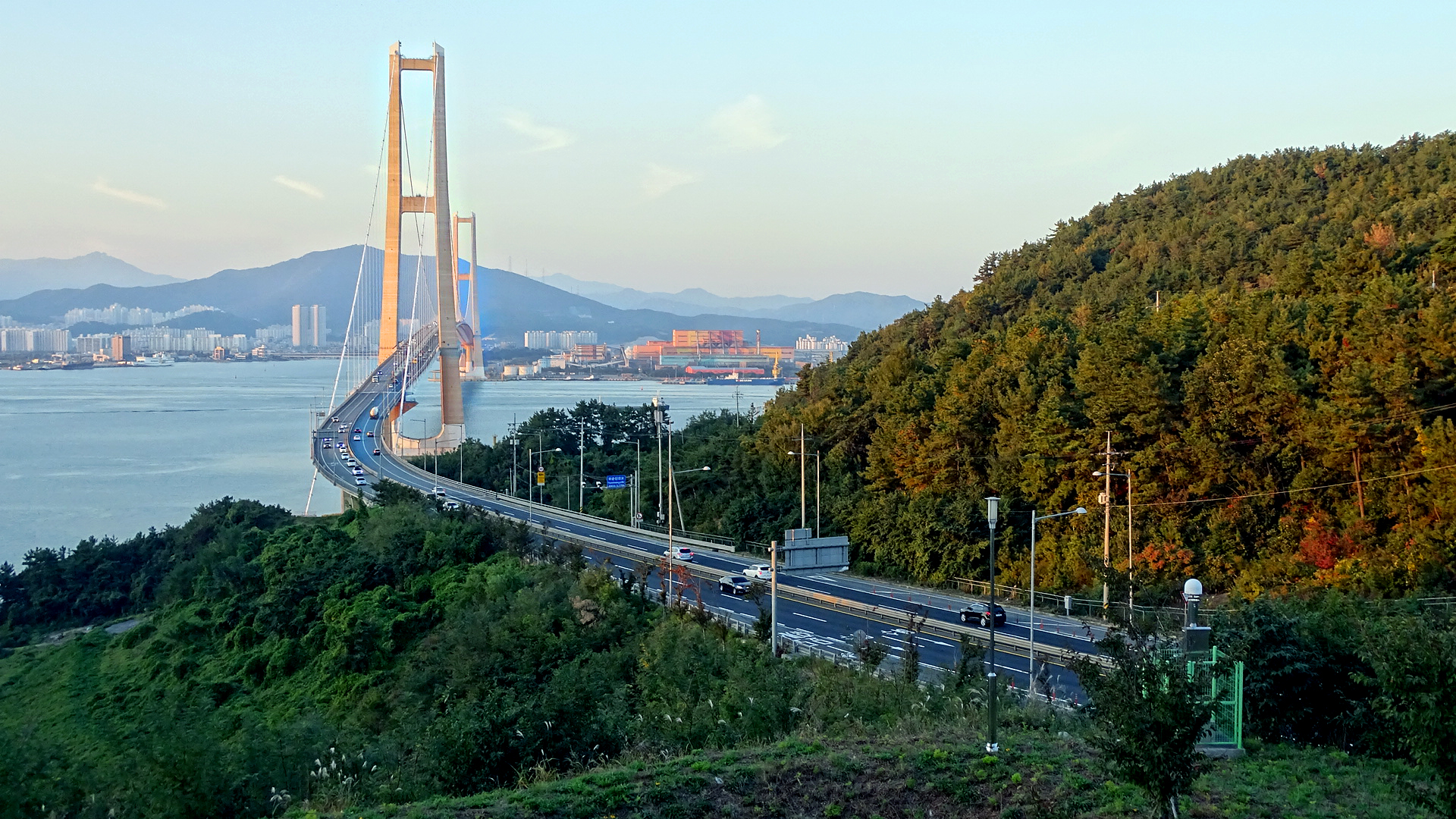
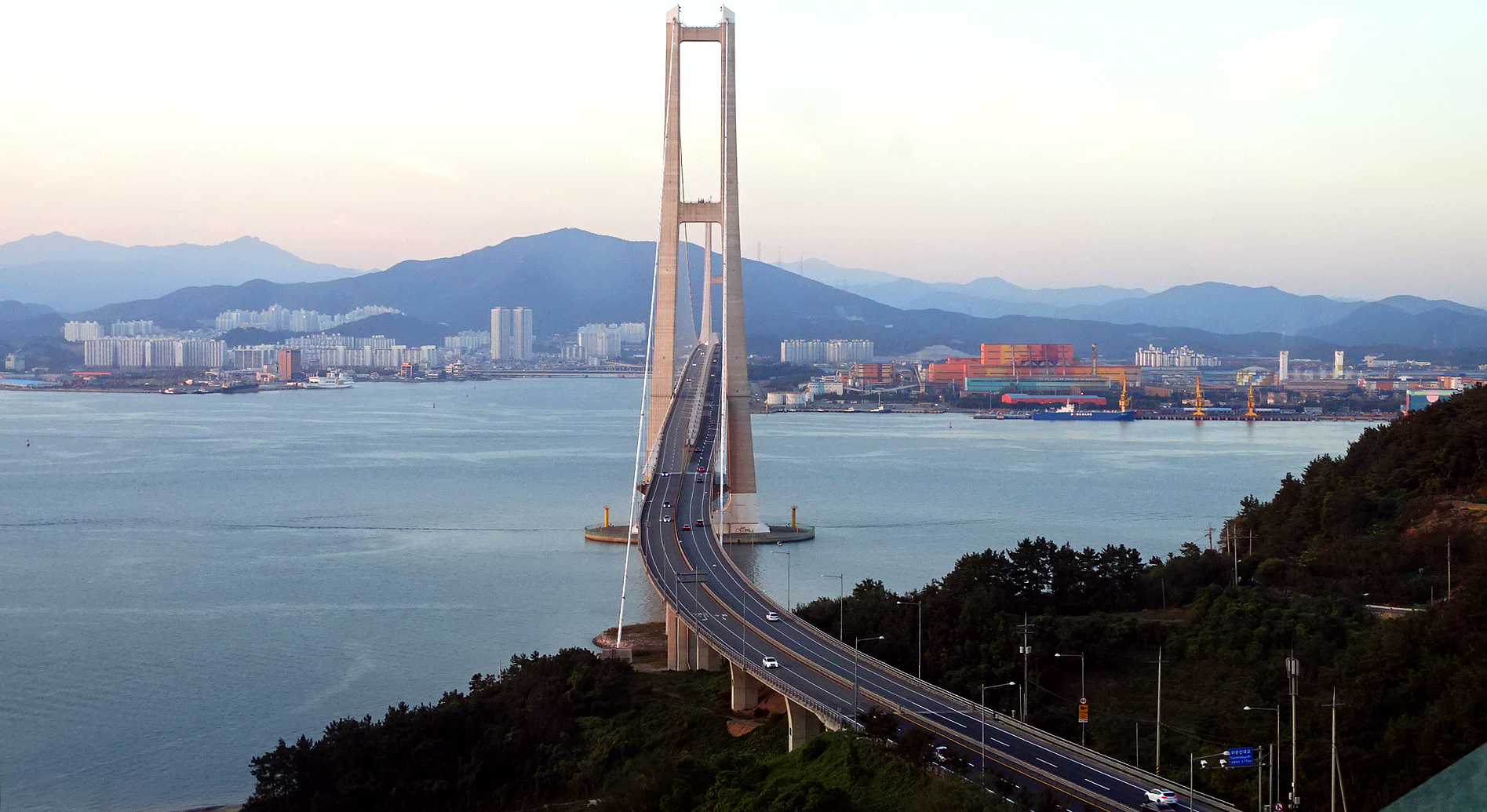
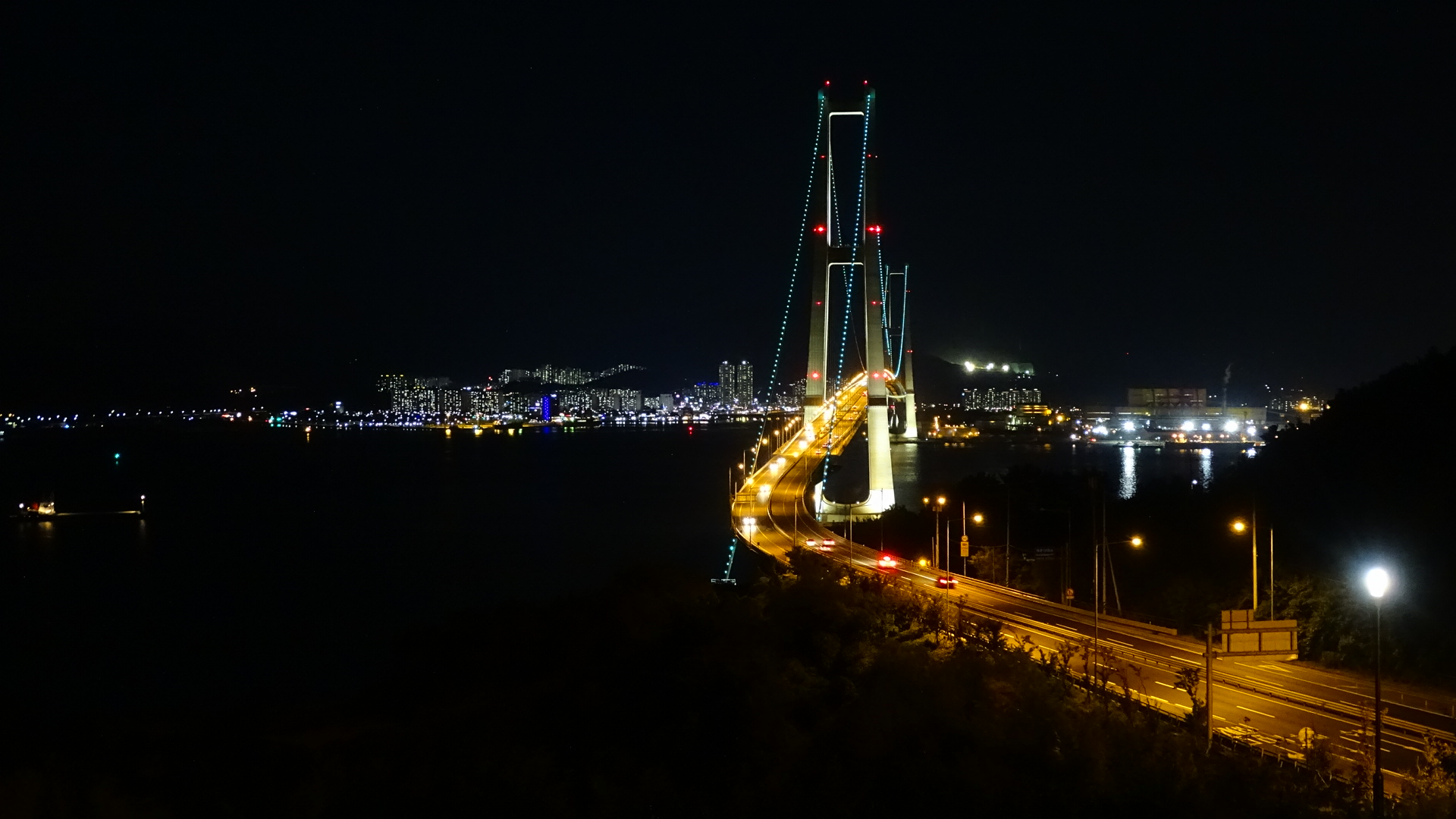
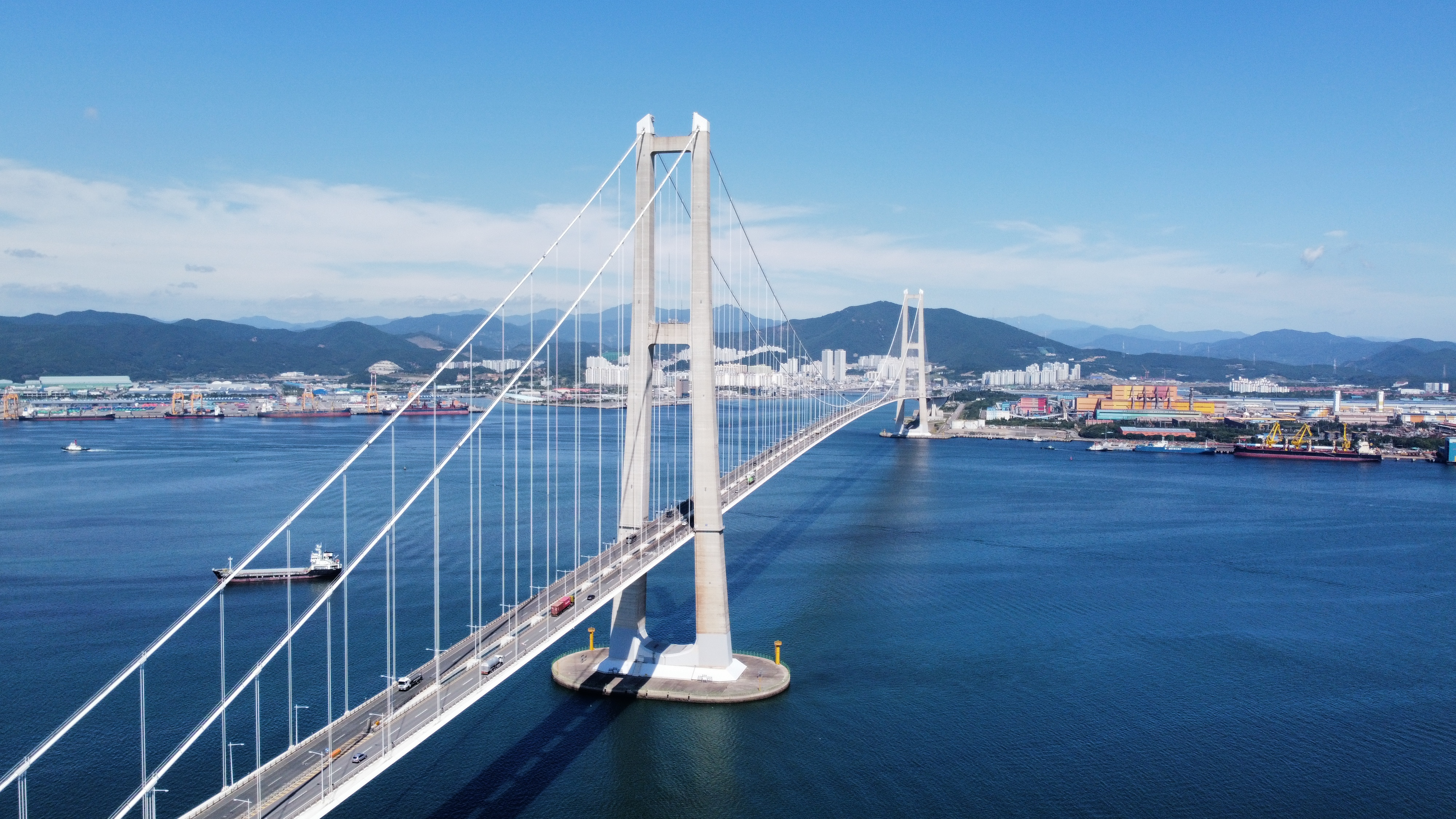

## 같이 보기
- e편한세상
- 전라남도의 마천루 목록
- 광양시의 마천루 목록